# J. ローレンス・スミス・メダル
J. ローレンス・スミス・メダル（J. Lawrence Smith Medal）は、米国科学アカデミーの賞。
ジョン・ローレンス・スミスの功績を記念して、流星、隕石などの研究に関する研究に対して授与される。賞金は5万ドル。

## 歴代受賞者
- 1888年 ヒューバート・ニュートン (H. A. Newton)
- 1922年 ジョージ・パーキンス・メリル (George P. Merrill)
- 1945年 フレッド・ホイップル (Fred L. Whipple)
- 1954年 ピーター・ミルマン (Peter M. Millman)
- 1957年 マーク・イングラム (Mark Inghram)
- 1960年 エルンスト・エピック (Ernst J. Öpik)
- 1962年 ハロルド・ユーリー (Harold C. Urey)
- 1967年 ジョン・ハミルトン・レイノルズ (John H. Reynolds)
- 1970年 エドワード・P・ヘンダーソン (Edward P. Henderson)
- 1971年 エドワード・アンダース (Edward Anders)
- 1973年 クレア・キャメロン・パターソン (Clair Cameron Patterson)
- 1976年 ジョン・A・ウッド (John A. Wood)
- 1979年 ラルフ・B・ボールドウィン (Ralph B. Baldwin)
- 1985年 ジェラルド・ワッサーバーグ (G. J. Wasserburg)
- 1988年 アルステア・キャメロン (A. G. W. Cameron)
- 1991年 ロバート・M・ウォーカー (Robert M. Walker)
- 1994年 ドナルド・E・ブラウンリー (Donald E. Brownlee)
- 1997年 エルンスト・ツィナー (Ernst K.Zinner)
- 2000年 ジョージ・ウェザリル (George W. Wetherill)
- 2003年 ジョン・T・ワッソン (John T. Wasson)
- 2006年 クラウス・ケイル (Klaus Keil)
- 2009年 ロバート・N・クレイトン (Robert N. Clayton)
- 2012年 ハロルド・マクスウィーン (Harry Y. McSween, Jr.)
- 2015年 永原裕子[1]
- 2018年 ケヴィン・D・マッキーガン (Kevin D. McKeegan)
- 2021年 ミナクシ・ワドワ(en:Meenakshi Wadhwa)
- 2023年 Edward D. Young